# Воронцова-Дашкова, Мария Илларионовна
Графиня Мари́я Илларио́новна Воронцо́ва-Да́шкова (13 февраля 1903, Царское Село — 15 июня 1997, Канны) — дочь графа Иллариона Воронцова-Дашкова, жена князя Никиты Романова, мать князей Никиты и Александра Никитичей.

## Детство и юность
Родилась 13 февраля 1903 года в Царском Селе в семье графа Иллариона Илларионовича Воронцова-Дашкова и его первой жены графини Ирины Васильевны, урожденной Нарышкиной (1879—1917). Она была вторым ребёнком и единственной дочерью в семье графа. Детские годы Мария Илларионовна проводила в родительском доме в Санкт-Петербурге (Моховая ул., 10), а лето в имении своего деда в Ново-Томникове, где для семьи Иллариона Илларионовича было пристроено особое крыло к уже существовавшему господскому зданию.
В 1913 году родители Марии Илларионовны развелись, и её мать вскоре вышла замуж за генерал-майора свиты Его Величества князя Сергея Александровича Долгорукого (1872—1933), но вскоре скончалась (официально от воспаления легких, неофициально от самоубийства по причине разлада с новым мужем). От этого брака у Ирины Васильевны родилась дочь — княжна Ольга Сергеевна Долгорукова (1915—1998). В том же, 1915 году, отец Марии Илларионовны женился на Людмиле Николаевне Сейделер (1885—1943), которая в первом браке была женой Григория Константиновича Ушкова, сына К.К.Ушкова.
Во время Гражданской войны отец Марии Илларионовны воевал на стороне Добровольческой армии. В 1920 году семья графа Воронцова-Дашкова покинула Россию, эмигрировав во Францию.

## Жизнь в эмиграции
19 февраля 1922 года в Париже вышла замуж за князя Никиту Александровича, сына великого князя Александра Михайловича и великой княгини Ксении Александровны. В этом браке родилось двое сыновей. В начале 20-х годов в Париже в небольшой квартире княгиня вместе с мужем помогала создавать коллекции для фирмы IRFE, созданной княгиней Ириной Александровной (1895−1970) и князем Ф. Ф. Юсуповым.
Во время Второй Мировой войны вместе с семьей переехала в Рим, затем в Чехословакию, оттуда во время наступления Красной Армии перебрались в Германию, много пережив тяжелого. Из Германии семья уехала во Францию. После Второй Мировой войны Мария Илларионовна вместе с семьей переехала в США, в штат Калифорния, в город Монтерей, где князь Никита Александрович преподавал русский язык в частях американской армии. В эмиграции Мария Илларионовна с супругом жили без принятия гражданства.
8 октября 1953 года княгиня возглавила «Союз сестёр мушкетёров» при созданном в том же году «Союзе мушкетёров его высочества князя Никиты Александровича». В 1960 году княгиня вместе с мужем вернулась во Францию, поселившись в Каннах. С 1992 года являлась почетным членом Объединения членов рода Романовых. Она также долгое время являлась почетной соратницей Р. И. С. — О (под руководством К. К. Веймарна) и почетным членом старейшей монархической организации Высшего монархического совета (под руководством Д. К. Веймарна). В 1996 году Мария Илларионовна приезжала в Крым и гостила в Алупке, в имении своего деда. Сегодня её письма выставлены в экспозиции Алупкинского дворца-музея. Последние годы жизни проживала в приморском пансионе для пожилых в Каннах.

## Брак и потомство
19 февраля 1922 года в Париже вышла замуж за князя Никиту Александровича, сына великого князя Александра Михайловича и великой княгини Ксении Александровны, сестры императора Николая II. В браке родилось двое сыновей.
- Князь Никита Никитич (1923—2007) — в 1961 году женился на Джанет Шонвальт. Имел одного сына
- Князь Александр Никитич (1929—2002) — в 1971 году женился на Марии-Иммакулате Вальгуарнере ди Ниучелли. Детей не имел.

## Смерть
Княгиня Мария Илларионовна умерла 15 июня 1997 года в Каннах. Согласно её последней воле, она была похоронена рядом со своим мужем и его родителями на Рокбрюнском кладбище.

## Титулы
- 13 февраля 1903 — 19 февраля 1922: «Её сиятельство графиня Воронцова-Дашкова»
- 19 февраля 1922 — 15 июня 1997: «Её высочество княгиня крови императорской» — не признавалось ветвью «Кирилловичи».